# شهرستان ویسوکوگورسکی
شهرستان ویسوکوگورسکی (به لاتین: Vysokogorsky District) یک شهرستان در روسیه است که در تاتارستان واقع شده‌است.